# Sadok Ben Aïcha
Pour les articles homonymes, voir Aïcha (homonymie).
Sadok Ben Aïcha, né le 13 mars 1936 à Sidi Alouane (gouvernorat de Mahdia), est un réalisateur tunisien. 
Après avoir entamé des études à l'université de Tunis, il est très vite attiré par le cinéma et la télévision. Il suit un stage à l'ORTF puis s'inscrit à l'Institut des hautes études cinématographiques (IDHEC) de Paris à un moment où l'influence de Jean-Luc Godard est prépondérante. Il voyage également à Rome pour un stage de perfectionnement.
À son retour en Tunisie, il est engagé par la SATPEC et par l'Établissement de la radiodiffusion-télévision tunisienne et participe en tant que technicien à différents films tunisiens tout en réalisant ses propres films dont deux longs métrages : Mokhtar et Le Mannequin.

## Filmographie
Réalisateur
- 1966 : Une Lettre (court métrage)
- 1968 : Mokhtar (long métrage)
- 1969 : Combat de chameaux (court métrage)
- 1970 : Quand l'esprit s'amuse (court métrage)
- 1976 : Le Mannequin (long métrage)

Assistant-réalisateur
- 1966 :
  - Un temps, un oubli (court métrage de Hassen Daldoul)
  - 2 + 2 = 5 (court métrage d'Abdellatif Ben Ammar, Hassen Daldoul et Mustapha Fersi)

Monteur
- 1967 :
  - Opération pour les yeux
  - Opération sur le cerveau
  - L'Armée tunisienne au Sud
  - 24 heures avec l'armée
  - quatre courts métrages d'Ezzedine Ben Ammar
- 1969 :
  - La Mort trouble (Claude d'Anna et Férid Boughedir)
  - L'Espérance (court métrage d'Abdellatif Ben Ammar)
- 1970 : Une si simple histoire (long métrage d'Abdellatif Ben Ammar)
- 1971 : Et demain... ? (long métrage de Brahim Babaï)
- 1975 : Victoire d'un peuple (long métrage de Brahim Babaï)

Scénariste-dialoguiste
- 1968 : Mokhtar avec Férid Boughedir
- 1974 : La Fenêtre (série télévisée)